# Biurakn Hakhverdian
Biurakn Hakhverdian (Leida, 4 ottobre 1985) è una pallanuotista olandese, vincitrice di una medaglia d'oro ai giochi olimpici di Pechino 2008.